# Gołębiarze
Gołębiarze – przydomek nadany niemieckim strzelcom wyborowym w trakcie powstania warszawskiego 1944.

## Etymologia nazwy
Przydomek miał swoje źródło w gwarze warszawskiej, w której określano w ten sposób złodziei kradnących ubrania i bieliznę suszone na dachach i strychach. „Gołębiarze” przekradali się i ukrywali na strychach, zaś złapani tłumaczyli się, że przyszli obejrzeć lub nakarmić gołębie. W czasie powstania ich miejsce zajęli niemieccy strzelcy wyborowi.

## Pochodzenie i taktyka „gołębiarzy”
„Gołębiarze” dzielili się na dwie kategorie. Pierwszą stanowili umundurowani członkowie niemieckich formacji wojskowych i policyjnych. Do drugiej zaliczano cywilów przebywających w Warszawie w momencie wybuchu powstania. Cywilni „gołębiarze” byli zazwyczaj Niemcami (Reichsdeutschami lub Volksdeutschami), lecz zdarzali się wśród nich także Ukraińcy lub kolaboranci innych narodowości (w tym Polacy). Istnieją relacje mówiące, że znajdowały się wśród nich kobiety.
Niemieckie plany obrony Warszawy zawierały szczegółowe zasady postępowania niemieckich cywilów i wojskowych na wypadek wybuchu polskiego powstania. Większość zamieszkujących w mieście Niemców uzbrojono i zobowiązano do udziału w czynnej walce z ewentualnym powstaniem. Z tego względu cywilni „gołębiarze” działali wewnątrz terenu kontrolowanego przez powstańców – zazwyczaj w willowych dzielnicach licznie zasiedlonych przez Niemców (na przykład na Mokotowie lub Powiślu) – gdyż tam zastało ich powstanie. Do grona cywilnych „gołębiarzy” można także zaliczyć wyszkolonych dywersantów, którzy już po rozpoczęciu walk przeniknęli w cywilnych ubraniach na teren kontrolowany przez Polaków, aby siać tam strach i chaos.

Stanowiska cywilnych „gołębiarzy” mieściły się zwykle na dachach, strychach i najwyższych piętrach kamienic. Umundurowani „gołębiarze” chętnie prowadzili także ostrzał z wyższych kondygnacji budynków znajdujących się w niemieckich rękach (na przykład gmach PAST-y, gmach BGK, wieże Pawiaka, wieżyczki mostu Poniatowskiego). Dotkliwie dawali się we znaki polskim powstańcom, stwarzając zwłaszcza szczególne niebezpieczeństwo dla powstańczych łączniczek. Paraliżowali ruch i wyłączali z powstańczej komunikacji odcinki ulic. „Gołębiarze” nie ograniczali się jednak do zwalczania powstańców, gdyż wbrew regułom prawa wojennego otwierali ogień do każdego przechodnia znajdującego się w zasięgu wzroku – w tym do kobiet i dzieci. Istnieją relacje mówiące, że używali oni amunicji dum-dum. Z tych względów wśród polskich żołnierzy i cywilów wybuchała nierzadko swoista psychoza na punkcie „gołębiarzy” i dywersantów. Wspomina o tym oficer Armii Krajowej Zenon Tarasiewicz ps. „Kłos”, który na początku sierpnia w okolicach cmentarza żydowskiego spotkał grupę obrońców cmentarzy wolskich ze Zgrupowania „Radosław”, wracających z wypadu w kierunku ulicy Młynarskiej. Prowadzili ze sobą starszego mężczyznę bez panterki ale z biało-czerwoną opaską: 

Podejrzewali, że jest «gołębiarzem». Prowadzony wyjaśniał, że jest takim samym żołnierzem jak oni, i prosił o zwolnienie. Zainteresowany zajściem przedstawiłem się dowódcy patrolu, okazując legitymację i kazałem wyjaśnić sprawę. W odpowiedzi usłyszałem, że nie ma czasu bawić się w śledztwo, że jest przekonany co do słuszności decyzji rozstrzelania pojmanego szpicla. Na mój protest i polecenie, by przekazać delikwenta dowódcy placówki, usłyszałem radę, bym szedł swoją drogą. Dodał przy tym, że puszcza mnie tylko dlatego, iż nie mam broni, a brak czasu nie pozwala sprawdzić, czy i ja nie jestem również podejrzany. W trakcie mojej interwencji patrol kazał pojmanemu stanąć obok gruzów i na skinienie ręki dowódcy oddał serię z trzech pistoletów maszynowych. Usłyszałem krzyk: – Ginę dla Ojczyzny!
Patrol oddalił się, pozostawiając zwłoki na gruzach. Sprawdziłem – człowiek nie żył, nie miał przy sobie żadnych dokumentów (...). Prześladowało mnie przeświadczenie, że powodem dokonania samosądu mógł być ten nieszczęsny karabin, który wzbogacił uzbrojenie patrolu.